# Proasellus stocki
Proasellus stocki és una espècie de crustaci isòpode pertanyent a la família dels asèl·lids.

## Hàbitat
És una espècie demersal.

## Distribució geogràfica
Es troba a Europa: el riu Argonza (Cantàbria, l'Estat espanyol).